# 언더커버 (2016년 드라마)
언더커버(Undercover)는 2016년 4월 3일부터 5월 15일까지 방영된 BBC One 드라마이다.

## 방송 시간
| 방송 채널 | 방송 기간                  | 방송 시간                           |
| --------- | -------------------------- | ----------------------------------- |
| KBS 1TV   | 2016년 9월 3일 ~ 10월 15일 | 매주 토요일 밤 11:45 ~ 12:35 (50분) |

## 한국판 성우진(KBS)
- 이선 - 마야(소피 오코네도)
- 홍진욱 - 닉(에이드리언 레스터)
- 전인배 - 브라이트먼(데렉 리들)
- 이광수 - 루디(데니스 헤이스버트)
- 이호인 - 리브모어(나단 오스굿)
- 이재용 - 카터(빈센트 리건) / 크레이머(제이 베네딕,1화)
- 석원희 - 지미(필립 데이비스) / 그린로(앨리스테어 페트리)
- 공경은 - 글렘(타마라 로렌스) / 줄리아(에인절 콜비)
- 탁원정 - 댄(다니엘 에즈라)
- 이병용 - 리키(프레이저 에이리스) / 구치소장(1화)
- 김두용 - 마이클(솝 디라이수)
- 최윤정 - 엘자(샤논 헤이스)
- 박노식 - 프랜시스(존 슈바브,1화)
- 이규석 - 할리데이(마크 보너)
- 최현철 - 빅레이(도미닉 토머스)
- 유해무 - 판사(6화)

## 시청률
| 회차 | 방송 일자        | 전국 시청률 |
| ---- | ---------------- | ----------- |
| 1회  | 2016년 9월 3일   | 1.0%        |
| 2회  | 2016년 9월 10일  | 1.2%        |
| 3회  | 2016년 9월 24일  | 0.9%        |
| 4회  | 2016년 10월 1일  | 1.3%        |
| 5회  | 2016년 10월 8일  | 1.2%        |
| 6회  | 2016년 10월 15일 | 1.1%        |